# Morfologia (lingüística)
En lingüística, la morfologia (del grec μορφ-, morph ['forma'] + λογία logia ['tractat']) és la disciplina que estudia l'estructura interna dels mots. Les paraules, com a unitats lèxiques, s'estudien en la lexicologia. La morfologia estudia la manera en què els morfemes es combinen per a formar els lemes, ja sigui per derivació (família lèxica), composició, flexió. La morfologia estudia les formes dels mots, mentre que la sintaxi estudia llurs relacions o funcions en una frase o oració.
Encara que les paraules generalment es consideren les unitats més petites de la sintaxi, és clar que, en la majoria de les llengües, les paraules es relacionen les unes amb les altres per mitjà d'una sèrie de regles. Els parlants del català, per exemple, reconeixen que les paraules gos, gossos, gosset i gossera estan relacionades; reconeixen aquestes relacions a partir de llur coneixement tàcit de les regles de la formació de les paraules en català. Les regles que entén el parlant provenen d'un patró (o sèrie de regularitats) en la manera en què les paraules es formen a partir de les unitats més petites. Aquest és un exemple de com la morfologia, com a branca de la lingüística, estudia els patrons de la formació de les paraules en totes les llengües, per tal de formular una sèrie de regles que els parlants tàcitament coneixen de les seves llengües.
Així, els trets que considera la morfologia en la seva anàlisi són:
- els morfemes, siguin flexius o afixos,
- la categoria gramatical de les paraules,

- el paradigma que forma una paraula variable,
- els diferents al·lomorfs permesos en un context,
- les llengües segons com es comporten en relació amb la formació de mots amb morfemes, distingint entre el concepte de llengua analítica i llengua sintètica.

## Història
La història de l'anàlisi morfològica de l'antiga Índia es remunta al lingüista Pāṇini, que va formular les 3.959 regles de la morfologia del sànscrit al text Aṣṭādhyāyī utilitzant una gramàtica de circumscripció. La tradició gramatical grecoromana també es va dedicar a l'anàlisi morfològica. Estudis de morfologia àrab, inclòs el Marāḥ Al-Arwāḥ d'Aḥmad b. 'Alī Mas'ūd, es remunta almenys a l'any 1200 dC.
El terme "morfologia" va ser introduït a la lingüística per August Schleicher l'any 1859.

## Aspectes estudiats per morfologia
Per estudi de la forma de les paraules entenem l'estudi d'almenys dos aspectes.
Un d'aquests aspectes és el de l'estructura interna de la paraula,(Kiefer 2006, p. 34) les regles segons les quals es constitueixen les seves formes,(Bokor 2007, p. 254-255) de la manera com es combinen els morfemes que la constitueixen, és a dir, les regles per a la modificació de les seves formes. Les formes que adopten les paraules són principalment aquelles per expressar diversos trets gramaticals (morfològics). Aquests són, depenent de la llengua donada, el gènere, el cas, el número, la persona, la diàtesi, el mode, el temps, l'aspecte gramatical, l'aspecte lèxic, etc. En termes tradicionals, les modificacions de forma s'anomenen declinació i conjugació gramatical.
Un altre aspecte és l'agrupació de paraules en lèxic-classes gramaticals amb trets diferents, que no només es refereix a paraules la forma de les quals canvia (parts variables del discurs), sinó també aquelles la forma de les quals no pateix canvis (parts invariables del discurs).

## Models
Hi ha tres enfocaments principals de la morfologia i cadascun intenta captar les distincions anteriors de diferents maneres:
1. Morfologia basada en morfemes, que fa ús d'un enfocament d'elements i arranjaments.
2. Morfologia basada en lexemes, que normalment utilitza un enfocament d'elements i processos.
3. Morfologia basada en paraules, que normalment utilitza un enfocament de paraules i paradigmes.

Tot i que les associacions indicades entre els conceptes de cada element d'aquesta llista són molt fortes, no són absolutes.

## Tipologia morfològica
Al segle xix, els filòlegs van idear una classificació ja clàssica de les llengües segons la seva morfologia. Algunes llengües són aïllants i tenen poca o cap morfologia; d'altres són aglutinants les paraules dels quals tendeixen a tenir molts morfemes fàcilment separables (com les llengües turques); d'altres, però, són flexionals o aglutinants perquè els seus morfemes flexius estan "fusionats" entre si (com algunes llengües indoeuropees com el paixtu i el rus). Això fa que un morfema lligat que transmeti múltiples peces d'informació. Un exemple estàndard d'una llengua aïllada és el xinès. Una llengua aglutinadora és el turc (i pràcticament totes les llengües turques). El llatí i el grec són llengües flexionals o fusionals prototípiques.
És evident que aquesta classificació no és gens clara, i moltes llengües (entre elles el llatí i el grec) no s'ajusten perfectament a cap d'aquests tipus, i algunes encaixen de més d'una manera. Es pot adoptar un continu de morfologia complexa del llenguatge.
Els tres models de morfologia sorgeixen d'intents d'anàlisi de llengües que coincideixen més o menys amb diferents categories d'aquesta tipologia. L'enfocament d'elements i arranjaments encaixa de manera molt natural amb els llenguatges aglutinatius. Els enfocaments d'element i procés i de paraula i paradigma solen abordar llenguatges fusionals.
Com que hi ha molt poca fusió implicada en la formació de paraules, la tipologia clàssica s'aplica sobretot a la morfologia flexiva. Depenent de la manera preferida d'expressar nocions no flexionals, les llengües es poden classificar en sintètiques (mitjançant la formació de paraules) o analítiques (utilitzant frases sintàctiques).